# Portalbera
Portalbera – miejscowość i gmina we Włoszech, w regionie Lombardia, w prowincji Pawia.
Według danych na rok 2004 gminę zamieszkiwały 1343 osoby, 335,8 os./km².